# Grafton (Dakota Północna)
Grafton – miasto w Stanach Zjednoczonych, w stanie Dakota Północna, siedziba administracyjna hrabstwa Walsh.